# ジャチント・ファッケッティ
ジャチント・ファッケッティ（Giacinto Facchetti、ジアチント、ファケッティなどとも、1942年7月18日 - 2006年9月4日）は、イタリア・トレヴィーリオ出身の元同国代表サッカー選手。ポジションはDF。DFでありながら、元々FWのポジションでプレーしていたため、高い得点能力を持ち、通算では78得点を挙げた。

## 経歴
イタリア代表としてワールドカップに3回、欧州選手権に1回出場。1968年のUEFA欧州選手権1968では優勝、1970 FIFAワールドカップでは準優勝に貢献。
代表出場試合数94はディノ・ゾフに更新されるまで歴代1位。代表でのキャプテンとしての出場数70試合はパオロ・マルディーニに更新されるまで歴代1位であった。
インテルでの出場試合数634は当時、今後誰も超える事の出来ない記録と言われたが、Mr.インテルと呼ばれるジュゼッペ・ベルゴミ（758試合）、アルゼンチン人ながらベルゴミ引退後、15年インテルのキャプテンを務めたハビエル・サネッティの2人が更新している。また、ディフェンダーながら、75ゴールを記録している。
クラブレベルでは「グランデ・インテル」の一人として、チャンピオンズカップ2連覇をはじめ、リーグ9回、コッパ・イタリア1回、インターコンチネンタルカップ2回の優勝を経験している。
1999年、 ワールドサッカー誌の20世紀の偉大なサッカー選手100人で90位に選出された。
2004年1月からインテルの会長職に就いていたが、2006年9月4日肝臓がんのためミラノで死去。インテルは彼が選手時代に使用していた背番号3を永久欠番とする事を決めた。また、イタリアのユースリーグに彼の名前を冠してジャチント・ファッケッティ・トロフィーと呼ぶこととなった。

## 所属クラブ
- 1956-1960  CSトレヴィリエーゼ
- 1960-1978  インテル